# Ian Dury

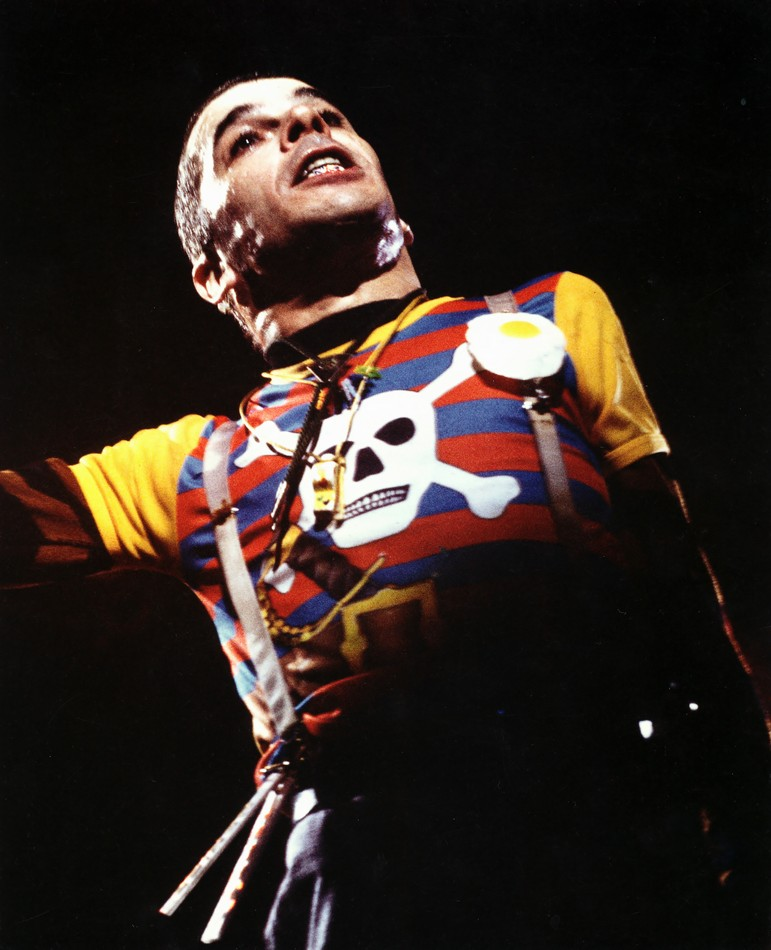
Ian Dury. Live på Roundhouse, Chalk Farm, London 1978.

Ian Robin Dury, född 12 maj 1942 i Harrow i nordvästra London, död 27 mars 2000 i London, var en brittisk sångare, låtskrivare och bandledare som hade sin storhetstid under andra hälften av 1970-talet, under musikens punk- och new wave-era. Han är idag mest ihågkommen som grundare och sångare i bandet Ian Dury and the Blockheads.

## Tidigt liv
Vid 7 års ålder drabbades Dury av polio, vilket gav honom men för livet. Hans sång Spasticus Autisticus från 1981, som var tänkt att uppmärksamma Internationella handikappåret, bannlystes av BBC trots att Dury själv led av handikapp. Refrängen "I'm spasticus, autisticus" var inspirerad från filmen Spartacus, när de tillfångatagna rebellerna beordrades att peka ut sin ledare svarar alla "I'm Spartacus" för att skydda honom.
Dury lämnade Royal Grammar School i High Wycombe när han var 16 för att studera på konstskolan Walthamstow. År 1964 fick han en plats på Royal College of Art där han undervisades av Peter Blake. Tre år senare började Dury själv undervisa på olika college i södra England. När han senare fick frågan om varför han inte fortsatte sin konstkarriär, sade han "I got good enough [at art] to realise I wasn't going to be very good."
År 1967 gifte sig Dury med Betty Rathmell. De fick två barn, Jemima och Baxter. Dury och hans hustru skilde sig 1985 men fortsatte som vänner till Bettys död i cancer 1994.

## Kilburn and the High Roads
Dury inspirerades att starta bandet Kilburn and the High Roads 1971 efter hans idol Gene Vincents bortgång. Dury sjöng och skrev, tillsammans med pianisten Russell Hardy, låtarna. Senare värvade han några elever han undervisade till gruppen, bl.a. gitarristen Keith Lucas (som senare skulle bli medlem i 999 under artistnamnet Nick Cash) och senare konstnären Humphrey Ocean på bas. Med hjälp av managerna Charlie Gillett och Gordon Nelki blev The Kilburns ett populärt rockband på pubarna i London, och skrev 1974 kontrakt med Dawn Records och släppte abumet Handsome. Men trots positiv kritik i pressen och en turné som förband åt The Who, fick de ingen kommersiell framgång, och de splittrades 1975.

## The Blockheads
Ian Dury fick kontrakt med Stiff Records 1977, och släppte singeln Sex and Drugs and Rock and Roll. Därefter skapades kompbandet The Blockheads. Med Andrew King som manager, fick Ian Dury and The Blockheads flera hits, till exempel What a Waste, Hit Me With Your Rhythm Stick (som nådde förstaplatsen på Englandslistan 1979 och sålde ca 1 miljon ex singlar), Reasons to be Cheerful (Part 3) (passande nog nummer tre på englandslistan 1979).
Durys låttexter hade en unik kombination av dikter, ordlekar, observationer av den brittiska arbetarens vardag, spetsfundiga karaktärsporträtt och en livfull, jordnära humor.